# Wyścigowy Puchar Polski

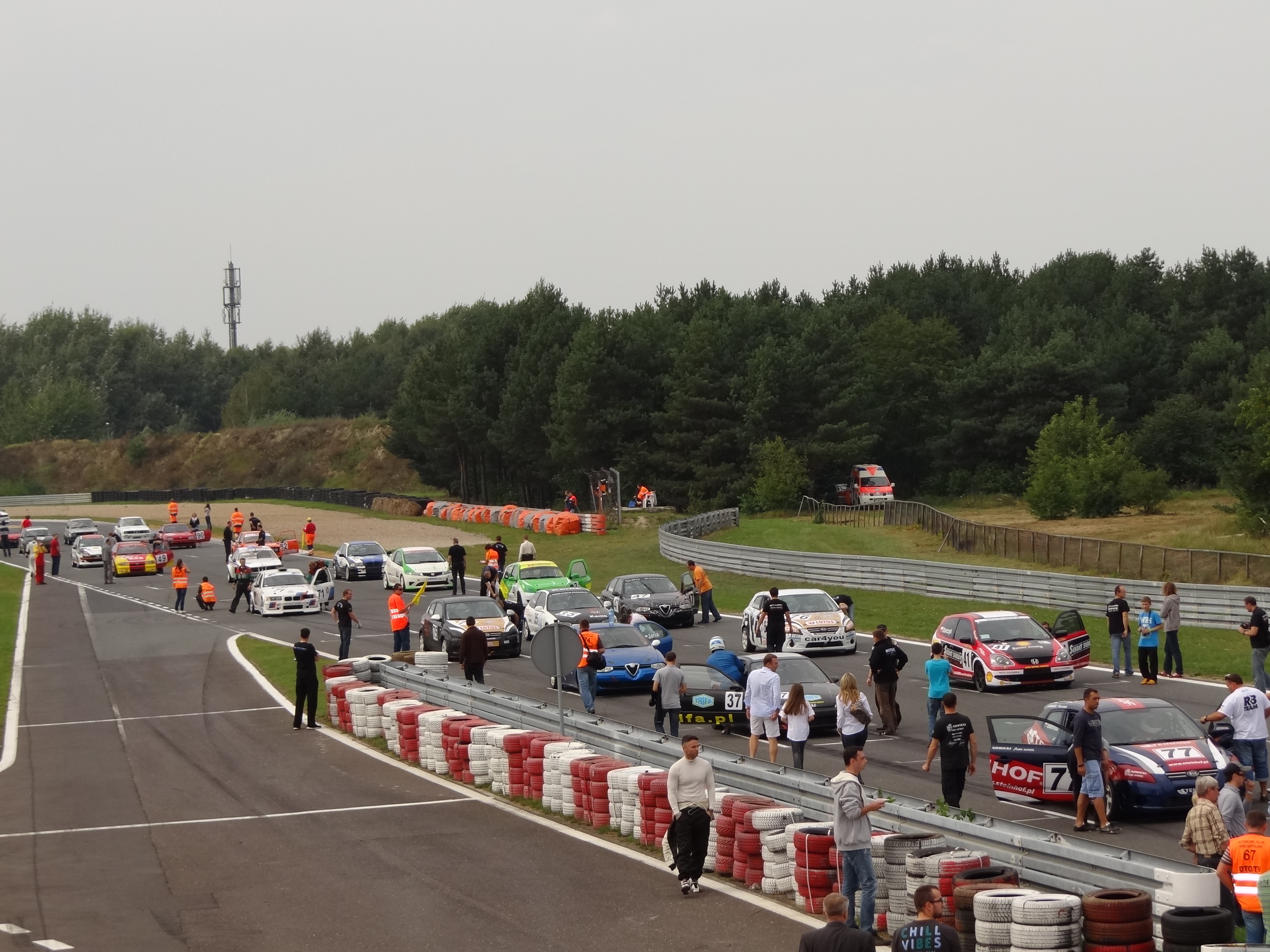
WPP Przygotowanie do startu

Wyścigowy Puchar Polski (w skrócie WPP) – coroczny cykl wyścigów samochodowych rozgrywanych w ramach regulaminu WSMP.
Puchar Polski w wyścigach samochodowych składa się z kilku rund rozgrywanych wyłącznie na Torze Poznań czym głównie różni się on od WSMP, które rozgrywane są również na innych torach wyścigowych Europy.
Organizatorem i właścicielem cyklu jest PZM. Wyścigowy Puchar Polski rozgrywany jest w poszczególnych klasach samochodów według pojemności silnika.
Warunkiem koniecznym do startu w wyścigach samochodowych jest posiadanie licencji kierowcy wyścigowego stopnia B.
Samochody dopuszczone do WPP muszą spełniać analogiczne wymogi bezpieczeństwa jak samochody WSMP, jednakże nie muszą posiadać aktualnej homologacji FIA.

## Klasy i Wyniki Wyścigowego Pucharu Polski (sezon 2012)

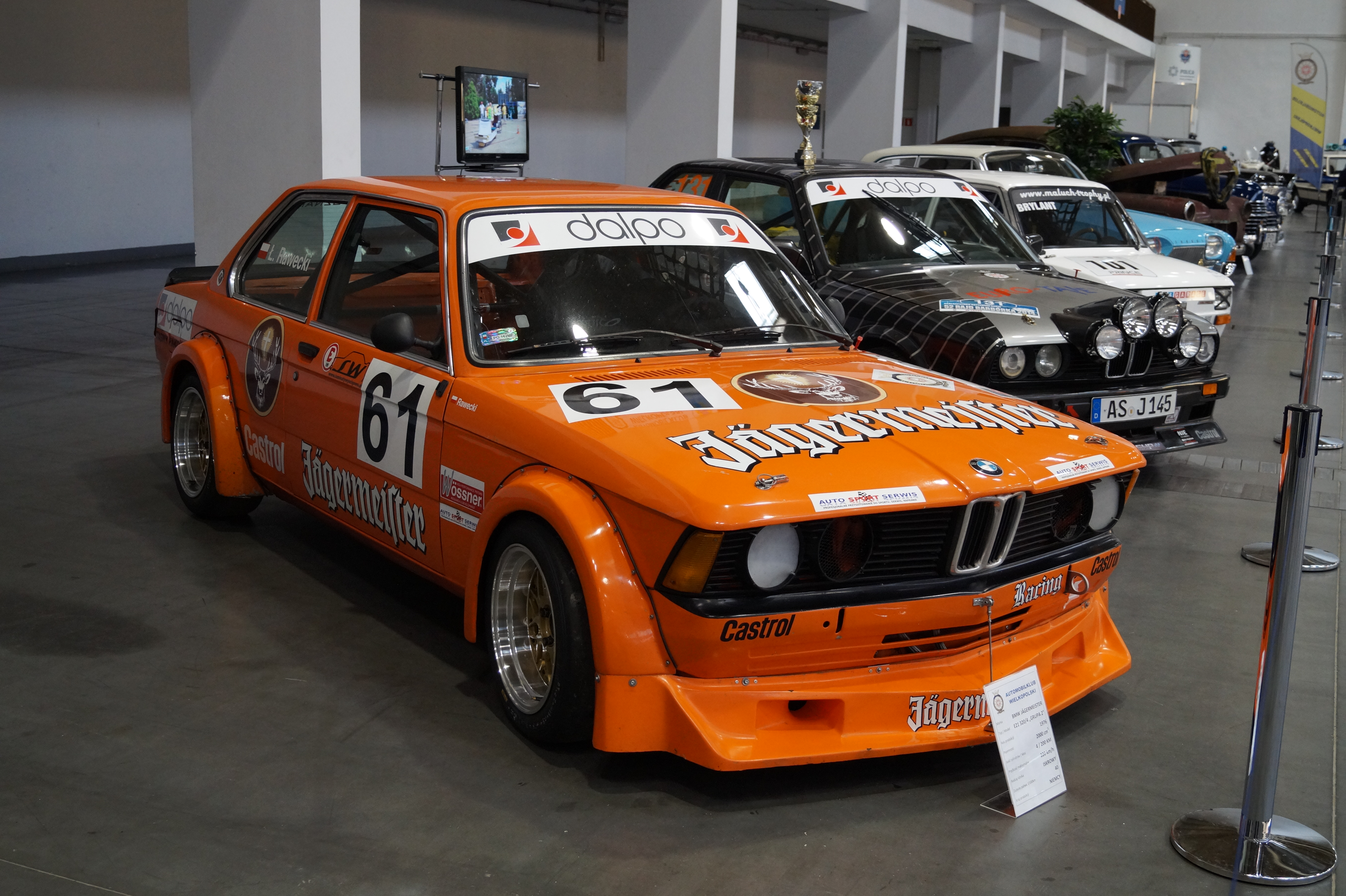
BMW E21 320 mistrza sezonu 2012 – Łukasza Raweckiego

Klasyfikacja Generalna WPP w 2012 r.

## Klasy i Wyniki Wyścigowego Pucharu Polski (sezon 2011)
Klasyfikacja Generalna WPP w 2011 r.